# Pincher Creek
Pincher Creek is een plaats (town) in de Canadese provincie Alberta en telt 3625 inwoners (2006).